# 검은굵은엄지손가락박쥐
검은굵은엄지손가락박쥐(Glischropus aquilus)는 애기박쥐과에 속하는 박쥐의 일종이다. 수마트라섬의 토착종이다.

## 특징
작은 크기의 박쥐로 머리부터 몸까지 길이는 35.4mm, 전완장은 32.2mm, 꼬리 길이는 38.8mm이다. 발 길이는 6.2mm, 귀 길이는 11mm이고, 몸무게는 최대 4.8g이다.